# 鵲院関の戦い
鵲院関の戦い（じゃくいんかんのたたかい、朝鮮語読みで鵲院関はチャグォングァン）は、文禄元年4月17日（1592年5月28日）、密陽市の南東にある洛東江の隘路で戦われた文禄の役の戦闘の一つである。黄山江の戦いとも言う。朝鮮軍が初めて野戦で日本軍を迎撃し、進撃を阻止しようとしたが失敗した。

## 背景
4月12日に釜山浦に上陸した日本軍の一番隊は、13日に釜山城を占領し、15日までに東萊城、機張、左水営など周辺諸城を制圧。橋頭堡を確保して、即座に漢城への進撃を開始した。日没後、一番隊の先導宗義智は梁山に到達したが、市中を偵察していた時に敵兵に遭遇して鉄砲を射かけた。すると、（梁山郡守の趙英珪は東萊城の戦いで戦死したため）将不在の城内では、闇夜に響く火縄銃の轟音に驚愕した朝鮮城兵が、敵襲だと誤解して城を捨てて逃げ出してしまった。16日翌朝早く、無人となった梁山城を、小西主殿介が率いる小西・宗両隊先発隊が占領した。城内は前日の食事や酒の用意がそのまま放置されており、前日から強行軍を続けていた日本軍の兵士達は、大量の酒と食い物に群がり貪って、ようやく一息ついた。
他方、朝鮮軍は、制勝方略制という有事計画に則って行動しており、各道の軍兵は主要都市に集結する手はずであったが、日本軍の進撃は想定以上に早く、集結に手こずって混乱を助長していた。密陽府使朴晋は東萊に手勢500名を率いて向かったが、途中の蘇山駅で防戦して敗れ、引き返してきていた。慶尚道巡察使金睟は晋州から東萊に向う途中でその落城を知って（密陽よりもさらに北方の）大邱に向かった。
密陽の南には洛東江（下流域は黄山江とも言う）が流れているが、雲門嶺の山脈がこれと交差するところに鵲院（じゃくいん）という場所があった。ここは断崖の細道が続く難所で、高麗時代より関所が設けられ、交通の要衝であった。そこで朴晋は天険の隘路を塞いで、日本軍を足止めしようと試みた。

## 概要
4月17日に行軍を再開した一番隊は、梁山よりに西に進んで大河に行き当たり、午後に鵲院に接近した。斥候の報告によって、朝鮮軍約3,000名が黄山江沿いの隘路を塞いでいるのを知ると、小西行長・松浦鎮信は進路を右の山手に変更し、敵を迂回して背側面に回り込み、敵を見下ろす位置にあった黄山の上に登った。
突然、予期せぬ方向より攻められた朝鮮軍は狼狽した。待ち伏せのはずが逆に奇襲を受けることになったのである。高所に陣取る日本軍はすでに有利な地歩を占めていて、小西の八代衆を一番、松浦の平戸衆を二番として、鉄砲で交互に一斉射撃をかけた。新緑の森に白衣の朝鮮兵は恰好の標的であって、朝鮮軍は我先にと潰走を始めた。日本軍は山を駆けおり、これを追撃して300余の首級を挙げた。軍官の李大樹、金孝友らが戦死した。
軍が壊滅した朴晋は、鵲院関を棄てて密陽に逃げ帰り、その日の夜に兵器倉庫に火を放つと、城も捨てて山中に逃れた。
4月18日の午後、日本軍は密陽城に入った。この時、楼観門は焼け残っており姿をとどめていた。19日、日本軍はさらに大邱に向けた出発した。